# Отранто (пролив)
О́транто (итал. Canale d'Otranto, алб. Ngushtica e Otrantos, сербохорв. Отрантска врата) — пролив между Аппенинским и Балканским полуостровами, соединяющий Адриатическое и Ионическое моря. Назван по имени города Отранто в Италии. На западе пролив омывает побережье Италии, на востоке — Албании.

## Природные характеристики
В самом узком месте пролив имеет ширину 72 км, глубина достигает 800 м. Минимальный водообмен фиксируется в декабре—январе, максимальный — поздней зимой или весной. В феврале 1995 года, согласно измерениям, приток воды в Адриатическое море через Отранто равнялся около 1,67 свердруп, а в мае — 0,65 свердруп.

## История
Во время Первой мировой войны военно-морские силы Италии, Франции и Великобритании заблокировали пролив, установив на глубине сети, чтобы предотвратить выход австро-венгерского флота в Средиземное море. Заграждение было завершено в 1917 году. После этого австро-венгерский флот несколько раз атаковал заграждение.